# Bounty (Automarke)
Bounty ist eine britische Automarke.

## Unternehmensgeschichte
Mel Hubbard gründete 1999 das Unternehmen Manxbuggies in Dartford in der Grafschaft Kent. Er begann mit der Produktion von Automobilen und Kits. Die Markennamen lauten u. a. Bounty und Manx. Später zog er nach Wisbech in Cambridgeshire. 2003 setzte East Coast Manx aus Uppingham in Rutland unter Leitung von Rob Kilham die Produktion fort. 2007 zog er nach King’s Lynn in Norfolk. Insgesamt entstanden bisher etwa acht Exemplare.

## Fahrzeuge
Das einzige Modell ist der Hunter. Dieser VW-Buggy geht zurück auf eine Konstruktion von Brian Dries, die zwischen 1969 und 1971 in Kalifornien produziert wurde. Die Basis bildet das Fahrgestell vom VW Käfer, das um 37 cm gekürzt wird.